# Alomorfia
Alomorfia é a variação de um morfema sem mudança no seu significado. Em "infeliz" e "imutável", por exemplo, tanto "in" quanto "i" indicam negação. Para se estabelecer a forma básica, utilizam-se dois critérios: o estatístico (qual das variantes é a mais frequente) e o da regularidade (caso os alomorfes apresentem a mesma frequência). 
Voltando ao exemplo acima, como "i" só ocorre diante de determinadas consoantes (l-, m- e r-), "in" será considerada a forma básica. 
No caso dos morfemas de modo e tempo no futuro do presente do indicativo (-ra- e -re-), é necessário utilizar o segundo critério, visto que ambos ocorrem com a mesma frequência (três vezes). Como, estatisticamente, os morfemas modo-temporais apresentam, no português, a forma básica em –a e a variante em -e, têm-se -ra- como forma básica e -re- como variante. Podemos ver ainda que, havendo uma forma isolada e outra que só ocorra junto a um novo elemento, a primeira deve ser considerada a forma básica. Cita o autor chapéu e chapel- (em chapelaria e chapeleiro) como exemplos.
Vejamos ainda a diferença entre morfema e morfe. Para alguns autores, o primeiro é uma entidade abstrata e o segundo, sua concretização. Assim, retomando os exemplos "infeliz" e "imutável", há, na verdade, um morfema de negação que se realiza através dos morfes in- ou i-. Todavia, para maior simplicidade na descrição, não haverá, aqui, rigor na distinção entre os termos morfema e morfe, sendo considerada a forma básica o morfema, e as demais, alomorfes.